# Kerkhof van Ledringem
Het Kerkhof van Ledringem is een gemeentelijke begraafplaats in de gemeente Ledringem in het Franse Noorderdepartement. Het kerkhof bevindt zich rond de Église Saint-Omer in het dorpscentrum.

## Britse oorlogsgraven
Op het kerkhof bevindt zich een Brits militair perk met gesneuvelden uit de Tweede Wereldoorlog. Het perk ligt op de zuidoostelijke hoek van de begraafplaats. Er worden meer dan 50 doden herdacht, waarvan 44 geïdentificeerd. Achteraan op het perk staat het Cross of Sacrifice. Het perk wordt onderhouden door de Commonwealth War Graves Commission. In de CWGC-registers is het kerkhof opgenomen als Ledringhem Churchyard.